# Ted Bundy (filme)
Ted Bundy é um filme de terror, produzido nos Estados Unidos em 2002, escrito por Stephen Johnston e Matthew Bright e dirigido por Matthew Bright.
O filme dramatiza vários dos crimes do famoso serial killer Ted Bundy, o mais terrível assassino e criminoso sexual dos Estados Unidos, que admitiu ter matado mais de 35 mulheres em um período de 4 anos.

## Sinopse
Baseado na história real do mais terrível assassino em série dos Estados Unidos, este chocante filme fala da vida de Ted Bundy, um universitário atraente que matou dezenas de mulheres para satisfazer suas fantasias sexuais, tendo conseguido fugir por duas vezes da prisão.

## Elenco
- Michael Reilly Burke como Ted Bundy
- Boti Bliss como Lee
- Steffani Brass  como Julie
- Eric Daré como Partygoer Masculino
- Tricia Dickson como Barbara Vincennes (primeira vítima)
- Matt Hoffman como Arnie
- Tracey Walter como Randy Meyers
- Zarah Pouco como Patricia Garber (vítima)
- Julianna McCarthy como Professor
- Deborah Offner como Beverly
- Melissa Schmidt como Feminino Partygoer
- Jennifer Tisdale como Pretty Girl
- Michael Santos como Man at the Window
- Meadow Sisto como Suzanne Welch (School Victim)
- Alison West como Shawn Randall (Beach Victim)
- Anna Lee Wooster como Girl Attacked on Street
- Natasha Goodman como Suzanne Moore (última vítima)
- Danielle Parris como Hooded Executioner
- Katrina Miller como Jane Gilchrist (Cheerleader Victim)
- David Schroeder como Warden
- Tiffany Shepis como Tina Gabler (Kidnap Victim)
- Tom Savini como Detetive de Salt Lake City